# La Drôme Classic
De La Drôme Classic, van 2016-2020 als de Royal Bernard Drôme Classic verreden en vanaf 2023 onder de sponsornaam Faun Drôme Classic, is een eendaagse wielerwedstrijd die met start en finish verreden wordt in het Franse departement Drôme. De eerste editie vond plaats in 2014 en de wedstrijd maakt sinds 2020 deel uit van de UCI ProSeries. In 2013 was de eerste editie gepland, maar die werd door noodweer afgelast.

## Lijst van winnaars

### Overwinningen per land
| Zeges | Land                                                                 |
| ----- | -------------------------------------------------------------------- |
| 5     | Frankrijk                                                            |
| 1     | Australië, België, Denemarken, Spanje, Italië, Tsjechië, Zwitserland |

2013 · 2014 · 2015 · 2016 · 2017 · 2018 · 2019 · 2020 · 2021 · 2022 · 2023 · 2024 · 2025